# 아테네 국립 공과대학교
아테네 국립 공과대학교 또는 메초비오 국립 공과대학교(그리스어: Εθνικό Μετσόβιο Πολυτεχνείο)는 그리스 아티키주 아테네에 있는 국립 공과대학교다. 학교의 이름은 자선가 니콜라오스 스투르나리스, 엘레니 토시차, 미카일 토시차스, 게오르기오스 아베로프의 출신지인 이피로스주 메초보에서 따왔다.
1837년에 시간제 직업학교인 왕립 기예 학교(Βασιλικό Σχολείο των Τεχνών)로 문을 열었다. 아테네 중앙부의 파티시온 캠퍼스는 건축가 리산드로스 카프탄초글루가 신고전주의 건축 양식으로 설계했고, 1980년대에는 조그라푸 캠퍼스가 새로 만들어졌다.
아테네 국립 공과대학교는 공과대학 8곳과 응용과학대학 1곳으로 이루어져 있다. 단과대학 가운데 8곳은 조그라푸 캠퍼스에 있으며 건축대학은 파티시온 캠퍼스에 있다. 학부는 5년제다.

## 역사
아테네 국립 공과대학교는 그리스 왕국 칙령으로 1837년 1월 21일(율리우스력 1836년 12월 31일)에 왕립 기예 학교로 문을 열었다. 학교는 일요일과 휴일에만 문을 여는 시간제 직업학교로 장인과 기술자를 기르는 것이 목표였다. 학교의 인기가 높아지고 그리스 왕국이 사회, 경제적으로 발전하자 1840년에 왕립 기예 학교는 평일에도 문을 열기 시작했다. 1843년에는 주간학교와 시간제 직업학교 과정에 더불어 예술고등학교 과정이 설치됐다. 예술고등학교에서는 예술과 공학을 가르쳤으며 나중에 산업예술학교로 이름을 바꾸었다.
1862년에는 공학 교육 과정을 추가하고 공과대학교가 됐다. 학교의 개편은 1873년까지 계속 이루어졌다. 이 시기에 높은 수준의 공학 기술을 배우려는 학생들이 많아져 새 캠퍼스를 짓게 됐다. 1873년에 새 캠퍼스로 자리를 옮기고 메초비오 공과대학교가 됐다. 학교의 이름은 새 캠퍼스를 짓는 데 지원한 자선가들의 출신지에서 따왔다.
메초비오 공과대학교는 1914년에 메초비오 국립 공과대학교가 됐다. 1930년에는 예술만을 가르치는 학교로 아테네 예술학교가 독립했다.
1973년 11월에 아테네 국립 공과대학교의 학생들이 그리스 군사 정권에 반대하는 항쟁을 일으켰다. 11월 17일 밤 그리스군의 AMX-30 전차가 교문을 뚫고 들어와 항쟁이 끝나고 23명이 목숨을 잃었다. 그러나 군사 정권은 민중의 신임을 잃었고, 1974년에 군사 정권은 무너졌다. 그 뒤로 11월 17일은 자유와 민주주의의 날로 기념하며 모든 대학과 학교가 휴교한다.

## 교육

### 학부
아테네 국립 공과대학교의 학부는 5년 10학기제다. 각 학기는 13주간의 수업과 2주간의 방학, 3주간의 시험으로 이루어져 있다. 10번째 학기는 학위논문 준비 기간이다. 학생들은 학위논문을 완성한 뒤에 구술 시험을 봐야 한다.
|  | - 수학부 | - 물리학부 | - 역학부 | - 인문학·사회과학·법학부 |

|  | - 신호·제어·로봇공학부 | - 컴퓨터공학부 | - 전력학부 | - 전자기학·전기광학·소자공학부 | - 산업전기장치·의사결정체계학부 | - 통신·전자공학·정보체계학부 | - 정보전송체계·소재기술학부 |

|  | - 구조공학부 | - 수자원·수력·해양공학부 | - 교통계획·공학부 | - 지질공학부 | - 토목건설·경영학부 |

|  | - 유체역학공학부 | - 열공학부 | - 원자력공학부 | - 기계구조·자동제어학부 | - 생산기술학부 | - 산업경영·운용과학부 |

|  | - 건축설계학부 | - 도시·지역계획학부 | - 건축언어·통신·설계학부 | - 건축기술학부 |

|  | - 화학부 | - 공정분석·플랜트설계학부 | - 재료과학·공학부 | - 산업공정종합·개발학부 |

|  | - 지형학부 | - 지리·지역계획학부 | - 기반시설·지역개발학부 |

|  | - 지질과학부 | - 광산공학부 | - 금속공학·소재기술학부 |

|  | - 선박설계·해상운송학부 | - 선박유체역학부 | - 해양공학부 | - 해양구조물학부 |

### 대학원
아테네 국립 공과대학교에는 경영학을 포함해 20여개의 대학원 과정이 있다.

### 순위 및 평가
아테네 국립 공과대학교는 2021년 QS 세계 대학 랭킹에서 세계 477위를 기록했으며 토목공학 및 구조공학 부문에서는 39위, 전기 및 전자공학 부문과 건축학 부문에서는 51-100위권을 기록했다. 2021년 타임스 고등교육 세계 대학 랭킹에서는 세계 601-800위권에 올랐다.